# Chilindrón

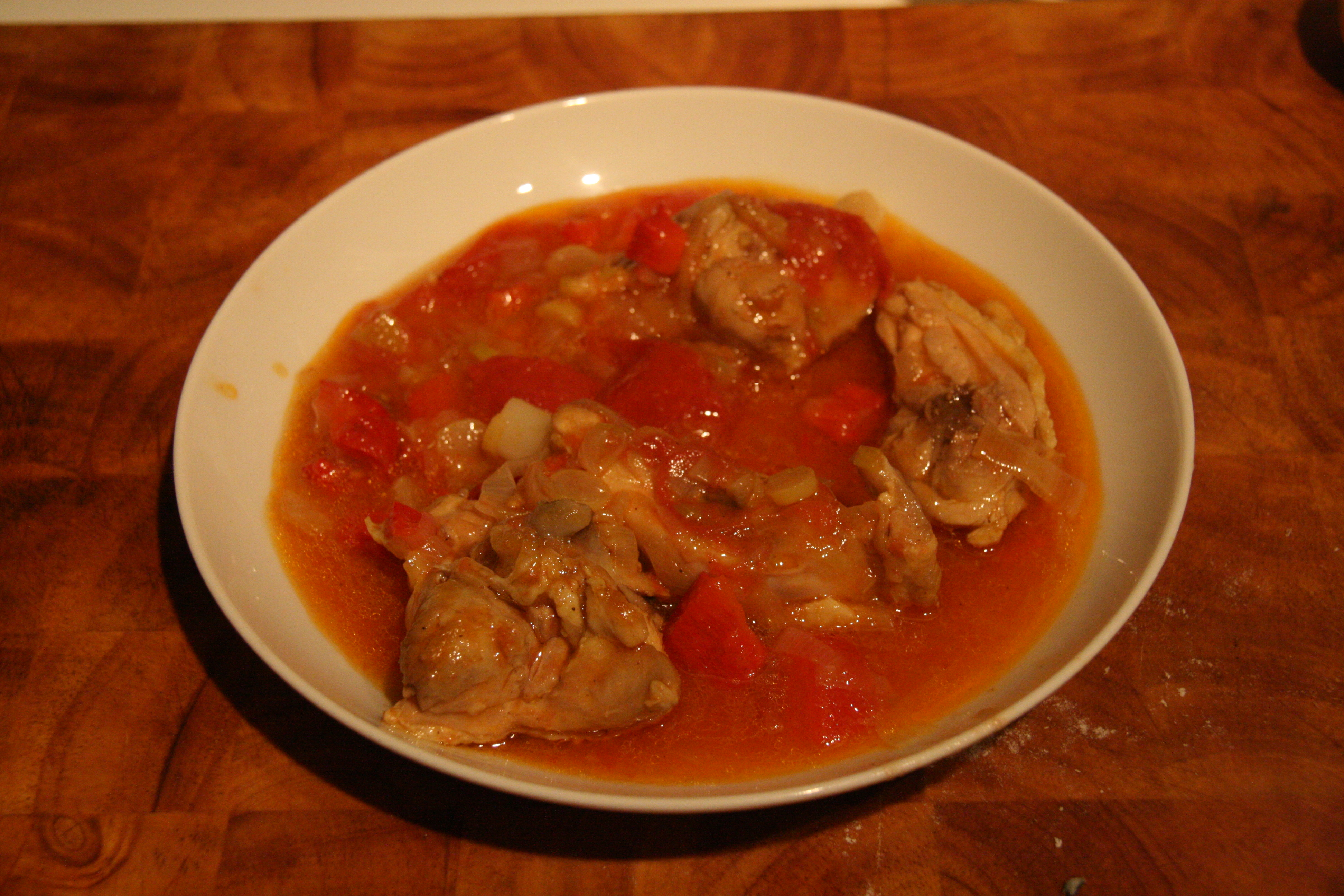
Pollo al chilindrón. Pimiento

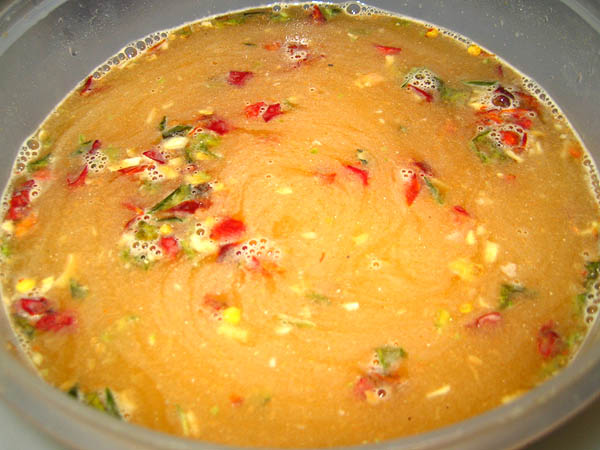
Chilindrón.

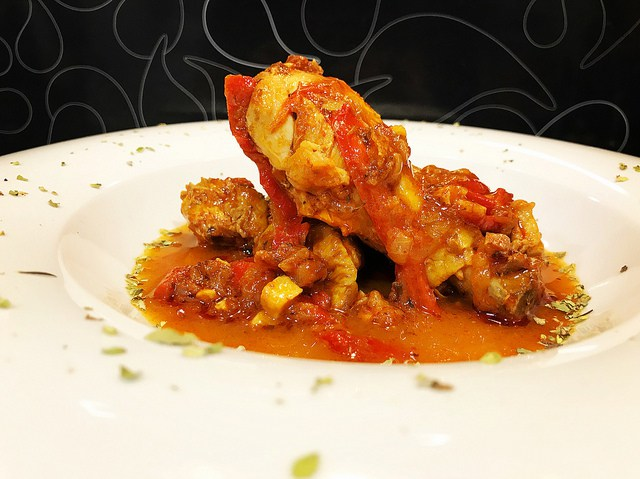
Pollo al chilindrón aragonés. Chef Koketo

El chilindrón (txilindron, en euskera) es una preparación en forma de salsa muy típica en la gastronomía de la parte nororiental de la península ibérica, y en especial del País Vasco, de Navarra, de Aragón, de Soria y de La Rioja. Su empleo da lugar a platos con la denominación añadida al chilindrón, siendo los más habituales el cordero al chilindrón y el pollo al chilindrón. Es adecuada para carnes de aves y carnes tiernas. Se suele elaborar con hortalizas de color rojo como son el pimiento seco o choricero.

## Características
La composición de las salsas al chilindrón es a base de pimientos rojos asados al fuego y pelados, secos o choriceros, elaborados con abundante ajo. Por regla general las porciones cárnicas se suelen asar hasta que se pongan doradas y tras esta operación se añade cebolla, pimientos dejando la mezcla de carne y hortalizas un rato hasta que la carne tome texturas blandas. El color rojizo que toma la salsa es debido al contenido de licopeno (colorante natural rojo) de los pimientos, secos o choriceros, asados al fuego y pelados.